# Eksekias

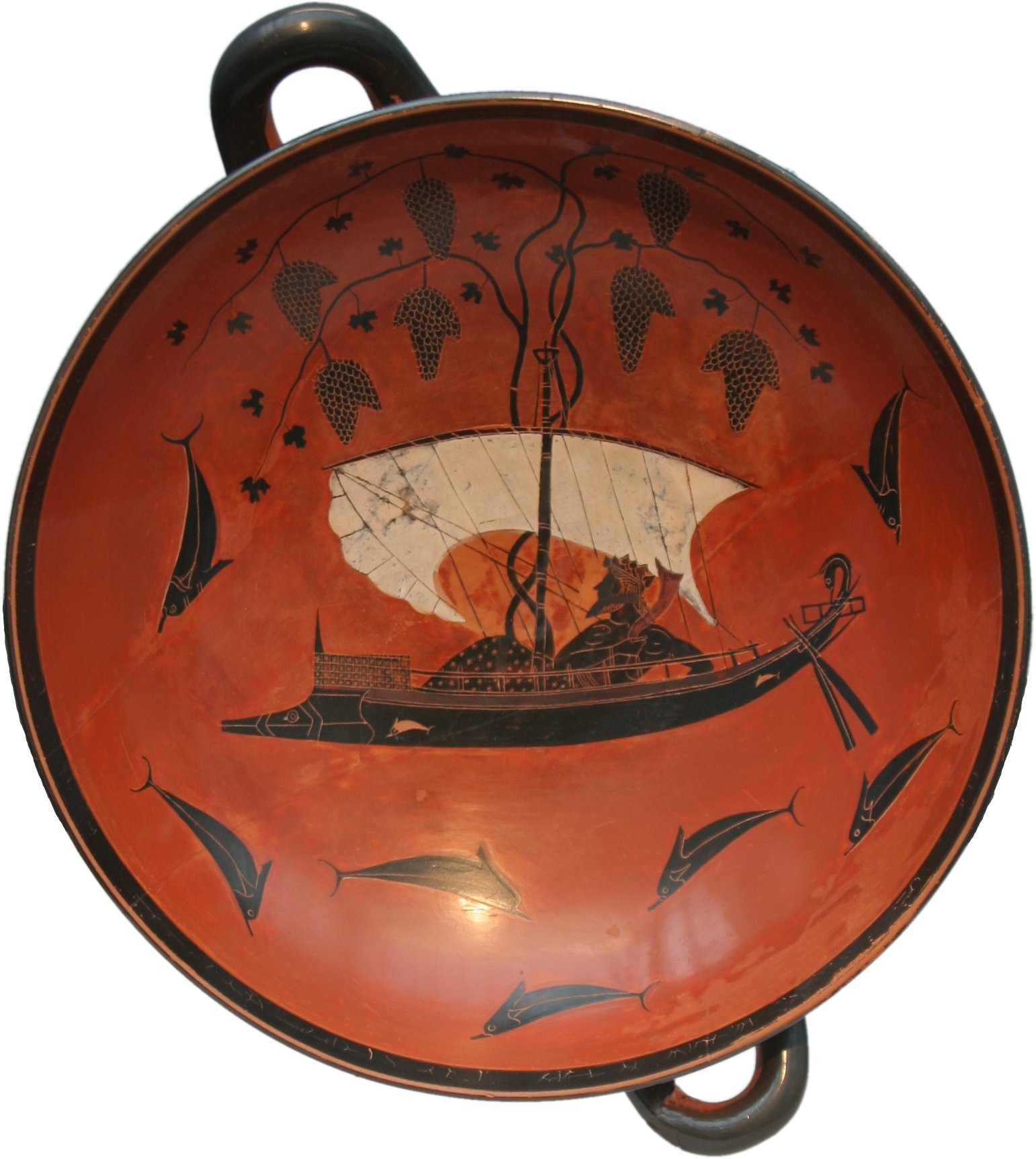
Tzw. Czara Eksekiasa z wyobrażeniem boga Dionizosa w łodzi, malowidło na kyliksie, Gliptoteka monachijska

Eksekias (VI wiek p.n.e.) – grecki garncarz i malarz z Attyki, działający w okresie archaicznym od ok. 550 p.n.e. do ok. 525 p.n.e.
Tworzył w technice czarnofigurowej, wyróżniając się rysunkiem nacechowanym precyzją, przejrzystą kompozycją i wydłużonymi proporcjami. Dotychczas zachowało się jedenaście sygnowanych przez niego naczyń; dwadzieścia pięć kolejnych jest mu przypisywanych. Najbardziej znana jest amfora z przedstawieniem grających w kości Achillesa i Ajaksa (z ok. 530-525 p.n.e., Muzea Watykańskie), sygnowana formułą: Eksekias egraphse m'kapoiesen („Eksekias zrobił mnie i ozdobił”).
Kyliks Eksekiasa przedstawiający żeglującego Dionizosa stał się inspiracją dla utworu Zbigniewa Herberta Czarnofigurowe dzieło Eksekiasa.